# Monika Mularczyk
Monika Mularczyk (Skierniewice, 28 juni 1980) is een scheidsrechter uit Polen.
Ze staat sinds 2008 op de FIFA-lijst van internationale scheidsrechters. Op het EK Vrouwen in 2017 was ze een van de geselecteerde officials, en Mularczyk was de eerste vrouwelijke scheidsrechter in Polen die voor een internationale wedstrijd werd geselecteerd.